# Венера-13

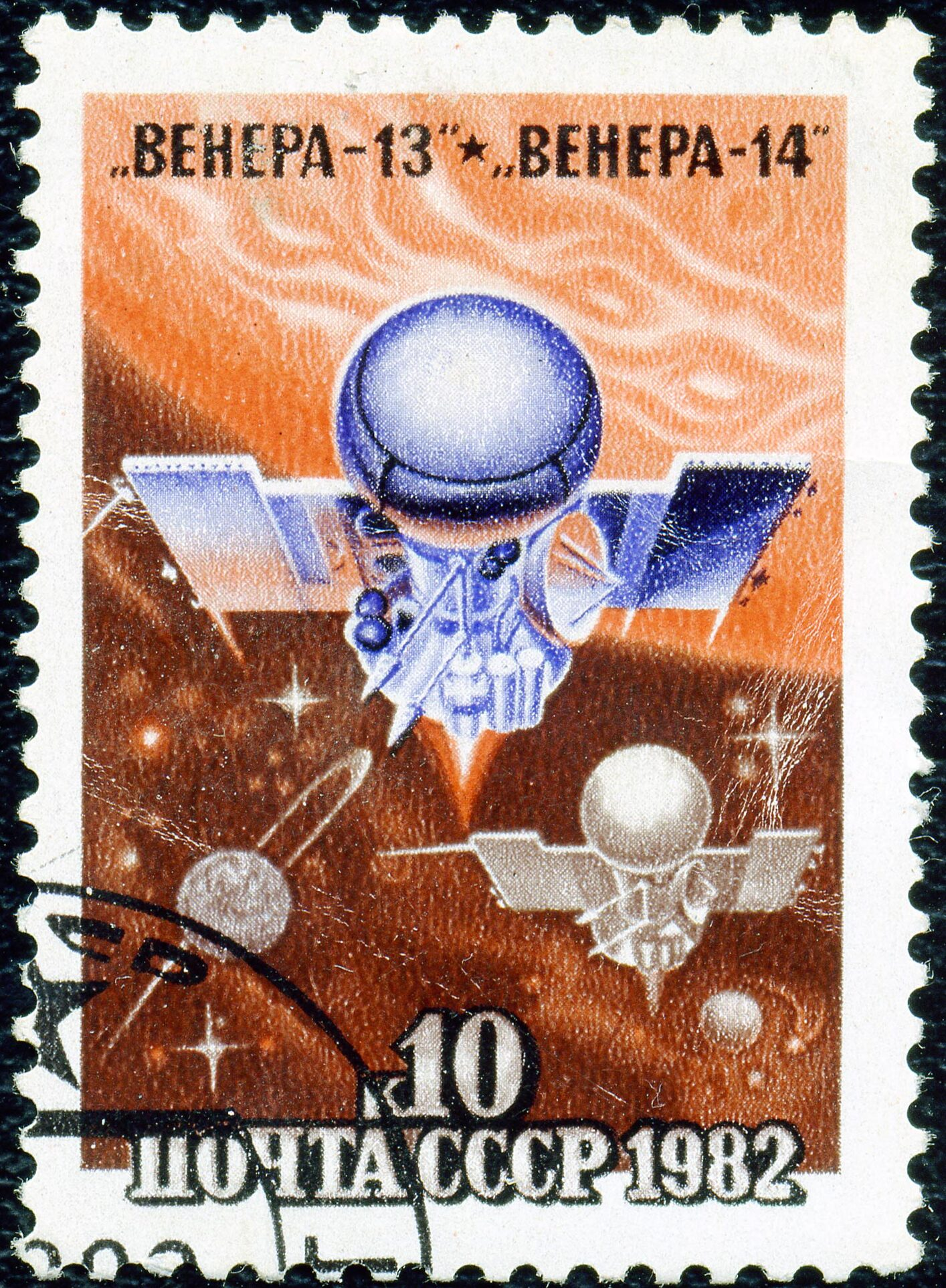
Венера-13

«Вене́ра-13» — радянська автоматична науково-дослідна космічна станція, призначена для дослідження планети Венера.

## Історія запуску
Старт АМС «Венера-13» було здійснено 30 жовтня 1981 року в 06:04:00 UTC з космодрому Байконур, за допомогою ракети-носія «Протон».

## Склад наукового обладнання
На «Венері-13» було встановлено прилади, сконструйовані радянськими, австрійськими і французькими спеціалістами.

## Перебіг космічної експедиції
Через п'ять діб після старту «Венери-13» було запущено АМС «Венера-14». У 1981 році було сприятливе взаємне розташування Землі і Венери для запуску космічних кораблів.
Через чотири місяці «Венера-13» досягла планети Венера. Від АМС відокремився апарат приземлення, який 1 березня 1982 року здійснив м'яку посадку на поверхні Венери. «Венера-13» продовжила політ по геліоцентричній орбіті.
В результаті гальмування апарат приземлення увійшов в атмосферу Венери, його швидкість знизилася до швидкості звуку, після цього був розкритий парашут гальмування. На висоті 47 кілометрів над поверхнею парашут був відстебнутий і апарат приземлення продовжив спуск, використовуючи аеродинамічне гальмування. Апарат приземлення «Венери-13» приземлився в точці з координатами: 7°30' південної широти і 303°східної довготи. Район приземлення — область Феби (Фебе Регіо — Phoebe Regio). Апарат приземлення «Венери-14» приземлився за 950 кілометрів на північний схід від апарата «Венери-13». У місці приземлення апарата «Венери-13» були голі скельні породи, оточені темним дрібнозернистим ґрунтом.
Після посадки апарат приземлення «Венери-13» передав панорамне зображення навколишнього венеріанського пейзажу. За допомогою автоматичного бура були узяті зразки ґрунту, поміщені потім для дослідження в спеціальну камеру. У ній підтримувався тиск 0,05 атмосфери і температура 30°C. Склад зразків ґрунту досліджувався рентгенівським флуоресцентним спектрометром.
На «Венері-13» було встановлено звукозаписний пристрій, який зафіксував звук грому. Це був перший запис звуку на іншій планеті.
Апарат приземлення діяв протягом 127 хвилин (запланований час дії було 32 хвилини) в оточенні з температурою 457 °C і тиском 93 земних атмосфер.